# Rozerwanie końmi

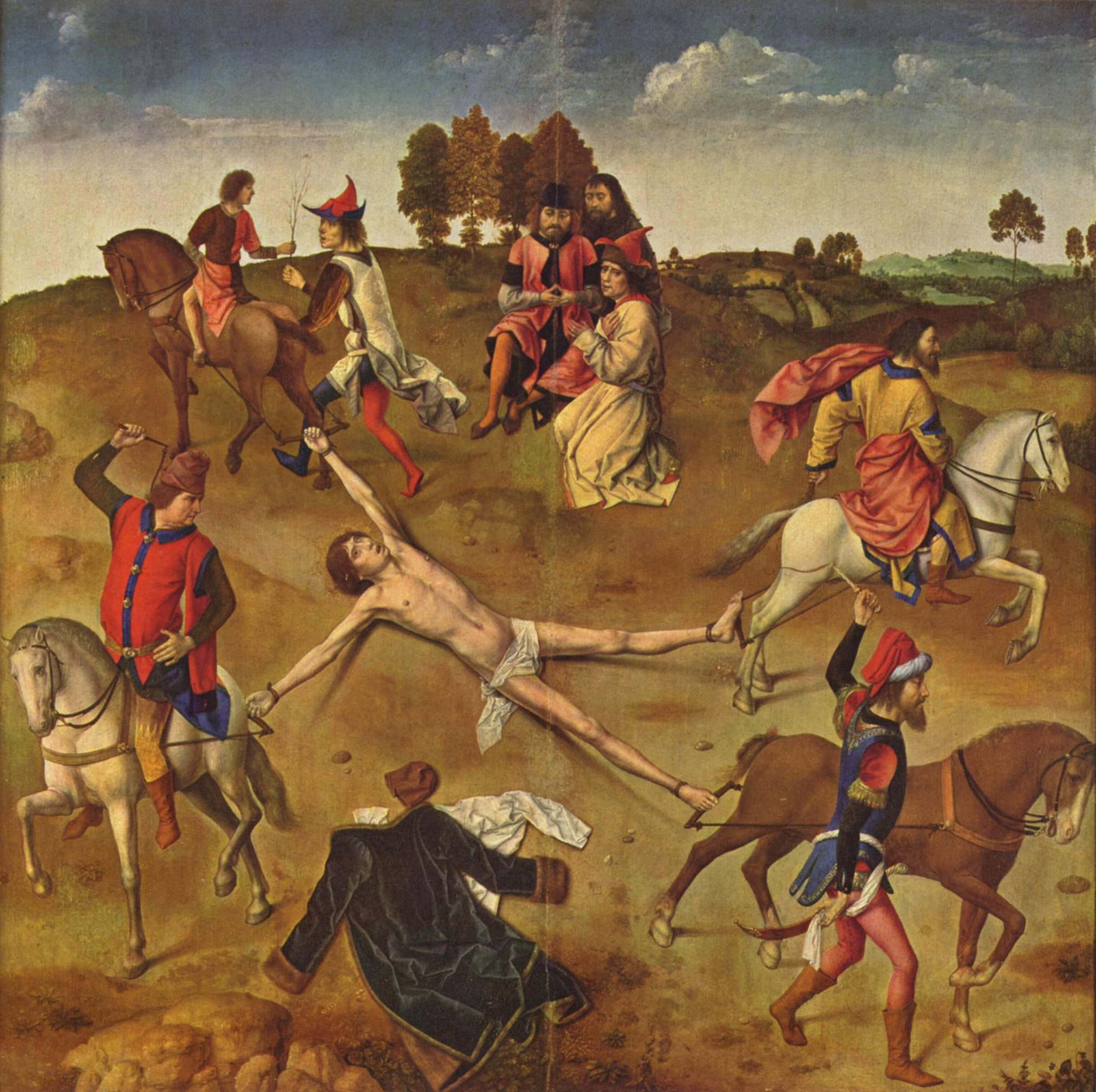
Obraz Dirka Boutsa Męczeństwo świętego Hipolita

Rozerwanie końmi – sposób wykonania kary śmierci, polegający na przywiązaniu skazanego za ręce i nogi do czterech koni, które ciągnąc w cztery strony, rozrywają skazańca. Kat wykonujący wyrok musiał być bardzo precyzyjny, ponieważ cztery konie musiały rozrywać skazanego równomiernie, by żaden z członków nie został oderwany zbyt wcześnie. Śmierć następowała poprzez natychmiastowe wykrwawienie, ale nie zawsze tak się kończyło – czasami taka egzekucja trwała ponad godzinę, zanim kończyny zostały oderwane, a skazanemu pozostał jedynie tułów.
Rozerwania, przeznaczonego przede wszystkim dla dezerterów i zdrajców, nie zawsze dokonywały konie – w Indiach używano wołów, a w pozostałych krajach Azji napiętych drzew.
Rozerwanie końmi znane było już w Chinach, Egipcie i Persji, zanim dotarło do Europy.